# Tumanskaya
Tumanskaya River là một sông tại khu tự trị Chukotka tại Viễn Đông Nga. Sông chảy qua một vùng đầm lầy và lãnh nguyên rồi đổ vào biển Bering tại vịnh Anadyr.
Trên sông có cá hồi đỏ, cá voi trắng thường xuất hiện tại vùng phá Tumanskaya.
Có một khu định cư nhỏ trong khu vực gần cửa sông gọi là Tumanskaya.